# Гверрацци, Франческо Доменико
Франческо Доменико Гверрацци (итал. Francesco Domenico Guerrazzi; 12 августа 1804, Ливорно — 25 сентября 1873, Чечина) — итальянский политический деятель эпохи Рисорджименто и писатель, видный представитель веризма.

## Биография
Активный участник итальянской революции 1848—1849 годов, по политическим взглядам был умеренным буржуазным демократом. Многочисленные романы Гверрацци, проникнутые духом патриотизма, содействовали развитию борьбы за освобождение и объединение Италии.
Во время революции Гверрацци с октября 1848 года — министр тосканского правительства, после свержения монархии в Тоскане (8 февраля 1849 года) — член триумвирата (Гверрацци, Джузеппе Монтанелли, Джузеппе Мадзини). 28 марта 1849 года Учредительным собранием Тосканы провозглашён диктатором, в период своего правления придерживался умеренного курса.
Власть Гверрацци была свергнута в результате контрреволюционного мятежа 11-12 апреля 1849 года. Он был заключён в крепость, а затем выслан из Тосканы. Вернувшись на родину через десять лет после победы восстания 1859 года, писатель играет видную роль в деятельности мадзинистских рабочих обществ Тосканы.

## Сочинения
- Apologia della vita politica, Firenze 1851 (в русском переводе: «Беатриса Ченчи», СПБ 1890; «Осада Флоренции», т.1-2 Москва-Ленинград 1934-35.
- Работы Francesco Domenico Guerrazzi в проекте «Гутенберг»